# Kinas MotoGP 2007
Kinas MotoGP 2007 var ett race som kördes den 6 maj 2007 på Shanghai International Circuit.

## MotoGP
Det var den andra stenhårda duellen mellan Casey Stoner och Valentino Rossi. Stoner hade farten på den långa rakan, medan Rossi oftast tog sig förbi eller var precis bakom när de kom ut på den långa rakan. Rossi försökte sig på en manöver som inte gick särskilt bra, och han hamnade utanför banan och var tvungen att ta sig förbi John Hopkins igen, men var aldrig nära Stoner, som vann sin tredje seger.

### Resultat
| Plats | Förare           | Märke    | Grid | Kvaltid  |
| ----- | ---------------- | -------- | ---- | -------- |
| 1     | Casey Stoner     | Ducati   | 4    | 1.59,516 |
| 2     | Valentino Rossi  | Yamaha   | 1    | 1.58,424 |
| 3     | John Hopkins     | Suzuki   | 2    | 1.59,315 |
| 4     | Dani Pedrosa     | Honda    | 5    | 1.59,602 |
| 5     | Marco Melandri   | Honda    | 6    | 1.59,863 |
| 6     | Loris Capirossi  | Ducati   | 14   | 2.00,369 |
| 7     | Chris Vermeulen  | Suzuki   | 15   | 2.00,680 |
| 8     | Randy de Puniet  | Kawasaki | 7    | 1.59,985 |
| 9     | Alex Hofmann     | Ducati   | 11   | 2.00,175 |
| 10    | Carlos Checa     | Honda    | 13   | 2.00,319 |
| 11    | Colin Edwards    | Yamaha   | 3    | 1.59,406 |
| 12    | Nicky Hayden     | Honda    | 9    | 2.00,087 |
| 13    | Sylvain Guintoli | Yamaha   | 17   | 2.01,157 |
| 14    | Alex Barros      | Ducati   | 8    | 2.00,052 |
| 15    | Kenny Roberts Jr | KR-Honda | 16   | 2.00,763 |
| 16    | Shinya Nakano    | Honda    | 10   | 2.00,157 |
| 17    | Makoto Tamada    | Yamaha   | 18   | 2.01,178 |
| 18    | Toni Elías       | Honda    | 12   | 2.00,205 |

### Pole Position och Snabbaste varv
| Pole Position   | Tid      | Snabbaste varv | Tid      |
| --------------- | -------- | -------------- | -------- |
| Valentino Rossi | 1.58,424 | Casey Stoner   | 1.59,857 |

## 250GP

### Resultat
| Plats | Förare           | Märke   |
| ----- | ---------------- | ------- |
| 1     | Jorge Lorenzo    | Aprilia |
| 2     | Álvaro Bautista  | Aprilia |
| 3     | Andrea Dovizioso | Honda   |
| 4     | Alex de Angelis  | Aprilia |
| 5     | Mika Kallio      | KTM     |
| 6     | Héctor Barberá   | Aprilia |